# Гораванская пустыня
Горава́нская пустыня (арм. Գոռավանի անապատ) — песчаная пустыня в Армении, в области Арарат, к югу от города Веди и Гораван. Пустыня находится на высоте 900—950 метров над уровнем моря. На территории пустыни преобладают песчаные дюны. Фауна представлена змеями, скорпионами, ящерицами, орлами, черепахами и другими животными, флора — растениями, типичными для произрастания в пустыне. Среднегодовая температура на территории пустыни составляет +12 °C, минимальная −25 °C, максимальная 42 °C.
Площадь пустыни составляет около 250—300 гектар, к востоку от неё расположен Урцский хребет. Близ пустыни расположен государственный заказник «Гораванские пески».